# Patrickswell
Patrickswell (iriska: Tobar Phádraig) är ett mindre samhälle i Limerick i Republiken Irland. Patrickswell ligger bara 10 kilometer från staden Limerick och har på så sätt blivit en förort till Limerick. Patrickswell har över 3 000 invånare. 